# Tensegrita (Castaneda)
Tensegrita je výraz, který používal Carlos Castaneda pro cvičení tzv. magických pohybů šamanů dávného Mexika. Slovo Tensegrita se skládá z anglických výrazů pro napětí (tension) a integritu (integrity). Slovo Tensegrita si Castaneda vypůjčil ze statiky, kde znamená vlastnost skeletů staveb, u nichž se využívají prvky, které jsou pod neustálým tahem v kombinaci s prvky, které jsou občas stlačovány.
Tensegrita je soubor pohybů jdoucích po sobě, kterými se rozmíchává usazená životní energie, která se tímto dostává zpět do oběhu a je možno ji poté opět využívat. V případě šamanů dávného Mexika se používala k rozšíření vnímání za hranice lidského světa.
Dalo by se zjednodušeně říct, že Tensegrita je systém cvičení podporujících duchovní techniky šamanů dávného Mexika, podobně jako např. tchaj-ťi čchüan ve východní filozofii.
Tensegrita se skládá s několika řad, které jsou rozděleny na jednotlivé pohyby. Každý pohyb je k něčemu určen, člověk si může vybrat jakoukoli řadu či jen některé pohyby a ty provádět kolikrát bude chtít.
Podle Tonyho Karama, žáka Carlose Castanedy vznikla Tensegrita úpravou Kung-fu, které ho učil jeho učitel Kung-fu Howard Lee a nemá nic společného s tradicemi mexických šamanů viz. film Secret of Carlos Castaneda. Podle jiných zdrojů skutečně existovaly původní pohyby šamanů dávného Mexika, avšak v chaotické podobě. Tyto pohyby systematizovala a uspořádala do skupin jedna z čarodějek Clara Bornová. Podle stránky https://sustainedaction.org/ mnoho z toho co Castaneda učil jako Tensegrity pochází od Howarda Leeho.